# García Jofre de Loaísa
Francisco José García Jofre de Loaísa o García Jofré de Loaisa o Loaysa o Loayza (Ciudad Real, 1490[cita requerida] – océano Pacífico, 30 de julio de 1526) es un marino español que descubrió el cabo de Hornos y las islas Marshall. Comandó una gran expedición marítima a principios del siglo XVI a las islas Molucas, ricas en especias, cuya propiedad se disputaban las coronas de Castilla y Portugal.

## Biografía
Sus padres fueron Álvaro de Loaysa y María González de Yanguas, que casaron en Plasencia. Era descendiente de Guido Jofre de Loaisa.
La noticia del descubrimiento del «Paso», que llegó a Sevilla a bordo de la Victoria, la sobreviviente de la expedición de Magallanes, se desparramó por España como un reguero de pólvora. Carlos V, apremiado económicamente por sus empresas bélicas, auspició una nueva y rápida expedición con rumbo a las Molucas, haciendo caso omiso a las protestas de Portugal que alegaba derechos conforme a la demarcación alejandrina (el Emperador solo renunció a sus derechos con el posterior tratado de Zaragoza de 22 de abril de 1529). 
Así, se organizó la expedición al mando de fray García Jofré de Loaysa, comendador de la Orden de Malta, con siete naves (Santa María de la Victoria, Sancti Spiritus, Anunciada, San Gabriel, Santa María del Parral, San Lesmes y Santiago) equipadas en La Coruña. Como segundo jefe de esta armada fue designado el famoso Juan Sebastián Elcano (quien años antes había comandado la primera expedición que consiguió circunnavegar la Tierra), y su oficialidad estaba integrada por los pilotos que habían regresado entre los dieciocho de la Victoria. Un lustro después se hacía a la mar esta escuadra en demanda del Estrecho.
La escuadra partió de La Coruña el 24 de julio de 1525, y Jofré entró en el estrecho de Magallanes el 8 de abril de 1526. Una de sus embarcaciones, la San Lesmes, llegó hasta el grado 55 arrastrada por un temporal, y al regreso comunicó su llegada «hasta el acabamiento de tierras», anunciando de este modo el descubrimiento del cabo de Hornos.[cita requerida]

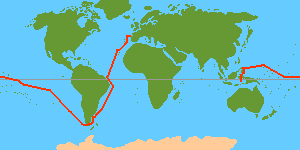
Trayecto de la expedición Loaísa.

El 14 de enero de 1526 cuatro de las naves embocaron el «Paso»; las otras tres lo confundieron con el estuario del río Gallegos. Encallaron, pero lograron zafar con la alta marea. Una tempestad hizo naufragar a la nave comandada por Elcano. De inmediato, un fuerte ventarrón empujó fuera del estrecho a las naves salvadas. Dos regresaron a España. El 24 de enero, García Jofré de Loaysa logró entrar en el canal con tres de las naves. Una de ellas, la San Lesmes, mandada por Francisco de Hoces, impulsada por los violentos vientos fue obligada a salir del estrecho y llevada a contornear la costa de Tierra del Fuego hasta llegar a la latitud 55° sur. Al reunirse luego con el resto de la escuadrilla, informó haber alcanzado «allí donde hay acabamiento de Tierra». ¡Un nuevo paso hacia el Pacífico al sur de Tierra del Fuego! (más tarde se lo denominará «pasaje de Drake»). La nave capitana llegó exhausta a las Molucas. Durante su travesía murieron Loaysa y Juan Sebastián Elcano. Otra nave recaló en México, y la última tuvo dificultades con los portugueses. De toda la tripulación, el primero que llegó de regreso a España fue un marinero que luego sería un gran explorador, fray Andrés de Urdaneta. Habían pasado doce años desde la partida.